# Bushido (rapper)
Bushido (geboren als Anis Mohamed Youssef Ferchichi; (Bonn, 28 september 1978) is een Duitse rapper wiens stijl sterk is beïnvloed door Gangsta rap. Hij gebruikt ook het pseudoniem Sonny Black.

## Geschiedenis
De artiestennaam "Bushido“ (武士道; ぶしどう) is uit het Japans genomen en betekent "De weg van de krijger" (Weg des Kriegers) (kijk Bushidō). Bushido is door zijn Duitse moeder alleen opgevoed. Daar zijn ouders vroeg gescheiden zijn, heeft hij geen contact meer met zijn vader uit Tunis. Hij is in Berlin-Tempelhof opgegroeid en bezocht daar het Tempelhofer-Gymnasien tot de elfde klas, aangezien hij meer interesse had voor betaald werk.
Vanwege talloze wetsovertredingen o.a. tegen het Duitse "Betäubungsmittelgesetz" moest Bushido menigmaal te recht staan. Hij mocht kiezen: een door Duitsland betaalde opleiding tot schilder volgen of de jeugdgevangenis ingaan. Later heeft hij Rapper Fler ontmoet. Via de graffiti-cultuur is hij aan hip-hop gekomen.
1 september 2006 kwam zijn nieuwe soloalbum Von der Skyline zum Bordstein zurück, ook „VDSZBZ“ genoemd, uit. Al na twee weken heeft de single Gold gekregen en is ondertussen op platina.

## Stijl
Bushido's stijl is ontleend aan de Amerikaanse Gangsta Rap. Zijn muziek kenmerkt zich door provocerende en harde lyrics en duistere beats. Bushido verkreeg echter niet alleen bekendheid door zijn harde muziek, maar ook door de beef met Eko Fresh die in de winter van 2004/2005 zijn hoogtepunt bereikte. Hierin speelt Bushido een hoofdrol en maakt een diss-track tegen oud-collega Fler. Hij werkt sinds vorig jaar weer samen met Fler en heeft samen met hem een album uitgebracht. Vooral veel rechts-extremistische jongeren luisteren naar zijn muziek. Zelf zegt Bushido daarmee niets te maken te (willen) hebben.

### Seksueel intimideren van een minderjarige
In 2021 dook een 16 jaar oude video op, waarin te zien is dat Bushido een jong meisje verbaal intimideert en met haar het bed deelt, waarbij zij tegelijkertijd afwisselend door andere mannen gefilmd wordt en tevens geïntimideerd wordt. De video is door Bushido zelf in de publiciteit gebracht omdat een deel van de video al een dag voordien gelekt was. In deze video zelf gaf hij aan dat het meisje slechts vijftien jaar oud moet zijn geweest. Echter na publicatie beweert Bushido dat het meisje in de video meerderjarig moet zijn geweest, bovendien heeft hij zich bij haar verontschuldigd voor zijn gedraghttps://www.sueddeutsche.de/panorama/bushido-video-hotelzimmer-metoo-1.5336215?reduced=true.
- Bibliothèque nationale de France: cb15518447m (data)
- Gemeinsame Normdatei: 13530959X
- International Standard Name Identifier: 0000 0001 1461 6998
- Library of Congress Control Number: no2005105168
- MusicBrainz: 13246906-ec3b-4ec5-bc2f-f7ca802facea
- Nationale Bibliotheek van Tsjechië: xx0156570
- Nationale Bibliotheek van Polen: a0000002969518
- Réseau des bibliothèques de Suisse occidentale: 02-A012863061
- Système universitaire de documentation: 152971092
- Virtual International Authority File: 68673034
- WorldCat: E39PBJjMyphwfFqwy4xjjTXrv3